# 全米プロ野球選手協会
全米プロ野球選手協会（英: National Association of Professional Base Ball Players, NAPBBP）は、1871年から1875年までアメリカ合衆国で運営されていたプロ野球リーグ。『ナショナル・アソシエーション』と略称で呼ばれることが多い。

## 概説
アメリカ各地で野球が普及していった1860年代後半、当時アマチュアの野球クラブの組合団体であった「全米野球選手協会（National Association of Base Ball Players）」が、1869年に報酬をもらってプレーするプロの野球選手のカテゴリーを創設する。同年アメリカで最初のプロ野球チーム「シンシナティ・レッドストッキングス」が結成されアメリカ各地を巡業した。その後シンシナティの成功を見習う形で各地にプロの野球チームが出来始めていたが、リーグ創設前のプロ球団は対戦相手を探しながら各地を巡業する運営で、収入源が安定しないという欠点があった。1871年にジェームズ・カーンズを会長として、ニューヨークのカフェで「全米プロ野球選手協会」（以下ナショナル・アソシエーション）が組織され、加盟チーム同士のリーグ戦を運営するようになる。巡業チームはこれにより対戦相手を探す苦労から解放された。
ナショナル・アソシエーションの特徴は、参加資格が緩く、10ドルを支払えば加盟できるというオープンリーグだった点である。各チームにとっての加盟のためのハードルは低かったが、運営基盤が弱かったり倫理的に問題のあるチームが参加するといったデメリットも生んでいた。実際にリーグで賭博や八百長が横行したことは、リーグ運営自体が短命で終わった一つの要因でもある。また、現在のような戦力均衡策などはまだ取られていなかったようで、その結果強いチームと弱いチームとの実力差が極端になってしまっていたことが集客上のデメリットになっていた。リーグ運営が5年で破綻した後、1876年に新たに作られたナショナルリーグは、これらナショナル・アソシエーションの欠点を補完する形で運営されていくことになる。

## NAPBBPはメジャーリーグか
ナショナル・アソシエーションは、1960年代まではメジャーリーグベースボールの範疇として扱われてきたが、現在は1969年の野球記録特別委員会の裁定に基づいて、公式にはメジャーリーグの野球リーグとしては扱われていない。
この裁定にはなお反論もあり、現在もリーグの扱われ方が資料によって異なっている。メジャーリーグベースボールを1876年のナショナルリーグ創設以降とする立場をとる場合、ナショナル・アソシエーションの参加球団や試合記録等は、おおむね以下のように扱われている。
1. ナショナル・アソシエーションに参加したがナショナルリーグに参加しなかった球団については、『メジャーリーグの球団』とは別に扱う。
2. ナショナル・アソシエーションのシーズン打撃記録・投手記録については「メジャーリーグのシーズン記録」とは別に扱う。（例えば、リーヴァイ・メイエールの1871年のシーズン打率（.492）など）
3. ナショナル・アソシエーションとナショナルリーグの両方で活動した選手の『通算記録』については、ナショナル・アソシエーション時代のものも含めてメジャーリーグの通算記録として扱う（例えばキャップ・アンソンの通算安打数と打点数、アルバート・スポルディングの通算勝利数など）。

## 加盟チーム
5年間で25球団が加盟した。このうちの半数に近い11チームは活動期間が1年ももたなかった。1872年は11チームでスタートして最後に残ったのは6チームであった。最後の1875年は13チームで開幕して7チームが残った。
現存する球団はシカゴ・ホワイトストッキングス(現在のシカゴ・カブス、最初の1871年はシーズンを通して首位を走っていたが10月初めのシカゴ大火で優勝戦線から離脱)とボストン・レッドストッキングス(後のボストン・ブレーブス、現在のアトランタ・ブレーブス、1872年から1875年まで4年連続優勝)の2チームである。
※括弧内は参加年。◆は後年ナショナルリーグへ移行した球団。

### 1871年加盟
- フォートウェイン・ケキオンガス（1871年）
- ロックフォード・フォレストシティーズ（1871年）
- クリーブランド・フォレストシティーズ（1871年、1872年）
- トロイ・ヘイメイカーズ（1871年、1872年）
- ワシントン・オリンピックス（1871年、1872年）
- ボストン・レッドストッキングス（1871年 - 1875年）◆
- シカゴ・ホワイトストッキングス（1871年、1874年、1875年）◆
- ニューヨーク・ミューチュアルズ（1871年 - 1875年）◆
- フィラデルフィア・アスレチックス（1871年 - 1875年）◆

### 1872年加盟
- ブルックリン・アトランティックス（1872年 - 1875年）
- ブルックリン・エックフォーズ（1872年）
- ボルチモア・カナリーズ（1872年 - 1874年）
- ミドルタウン・マンスフィールズ（1872年）
- ワシントン・ナショナルズ (1872年)

### 1873年加盟
- ボルチモア・メリーランズ（1873年）
- ワシントン・ブルーレッグス（1873年）
- エリザベス・レゾリューツ（1873年）
- フィラデルフィア・ホワイトストッキングス（1873年 - 1875年）

### 1874年加盟
- ハートフォード・ダークブルース（1874年、1875年）◆

### 1875年加盟
- フィラデルフィア・センテニアルズ（1875年）
- ニューヘブン・エルムシティーズ（1875年）
- ケオクック・ウエスタンズ（1875年）
- セントルイス・レッドストッキングス（1875年）
- セントルイス・ブラウンストッキングス（1875年）◆
- ワシントン・ナショナルズ (1875年)

## 諸記録

### リーグ優勝チーム
1871年：フィラデルフィア・アスレチックス
1872年：ボストン・レッドストッキングス
1873年：ボストン・レッドストッキングス
1874年：ボストン・レッドストッキングス
1875年：ボストン・レッドストッキングス

### 年度別成績
※一部統計は試合記録などから後年計算されたもの
1871年
- 最多勝利数：19（アルバート・スポルディング）
- 最優秀防御率：2.73（ジョージ・ゼットレイン）
- 最高打率：.492（リーヴァイ・メイエール）
- 最多安打：66（カル・マクヴィー）
- 最多得点：66（ロス・バーンズ）
- 最多本塁打：4（リーヴァイ・メイエール）

1872年
- 最多勝利数：38（アルバート・スポルディング）
- 最優秀防御率：1.98（アルバート・スポルディング）
- 最高打率：.430（ロス・バーンズ）
- 最多安打：99（ロス・バーンズ）
- 最多得点：94（デイブ・エグラー）
- 最多本塁打：6（リップ・パイク）

1873年
- 最多勝利数：41（アルバート・スポルディング）
- 最優秀防御率：1.81（チェロキー・フィッシャー）
- 最高打率：.425（ロス・バーンズ）
- 最多安打：137（ロス・バーンズ）
- 最多得点：125（ロス・バーンズ）
- 最多本塁打：4（リップ・パイク）

1874年
- 最多勝利数：52（アルバート・スポルディング）
- 最優秀防御率：2.30（ボビー・マシューズ）
- 最高打率：.394（リーヴァイ・メイエール）
- 最多安打：123（カル・マクヴィー）
- 最多得点：91（カル・マクヴィー）
- 最多本塁打：5（ジム・オルーク）

1875年
- 最多勝利数：55（アルバート・スポルディング）
- 最優秀防御率：1.53（アルバート・スポルディング）
- 最高打率：.367（ディーコン・ホワイト）
- 最多安打：143（ロス・バーンス）
- 最多得点：115（ロス・バーンズ）
- 最多本塁打：6（ジム・オルーク）